# Batalion ON „Brasław”

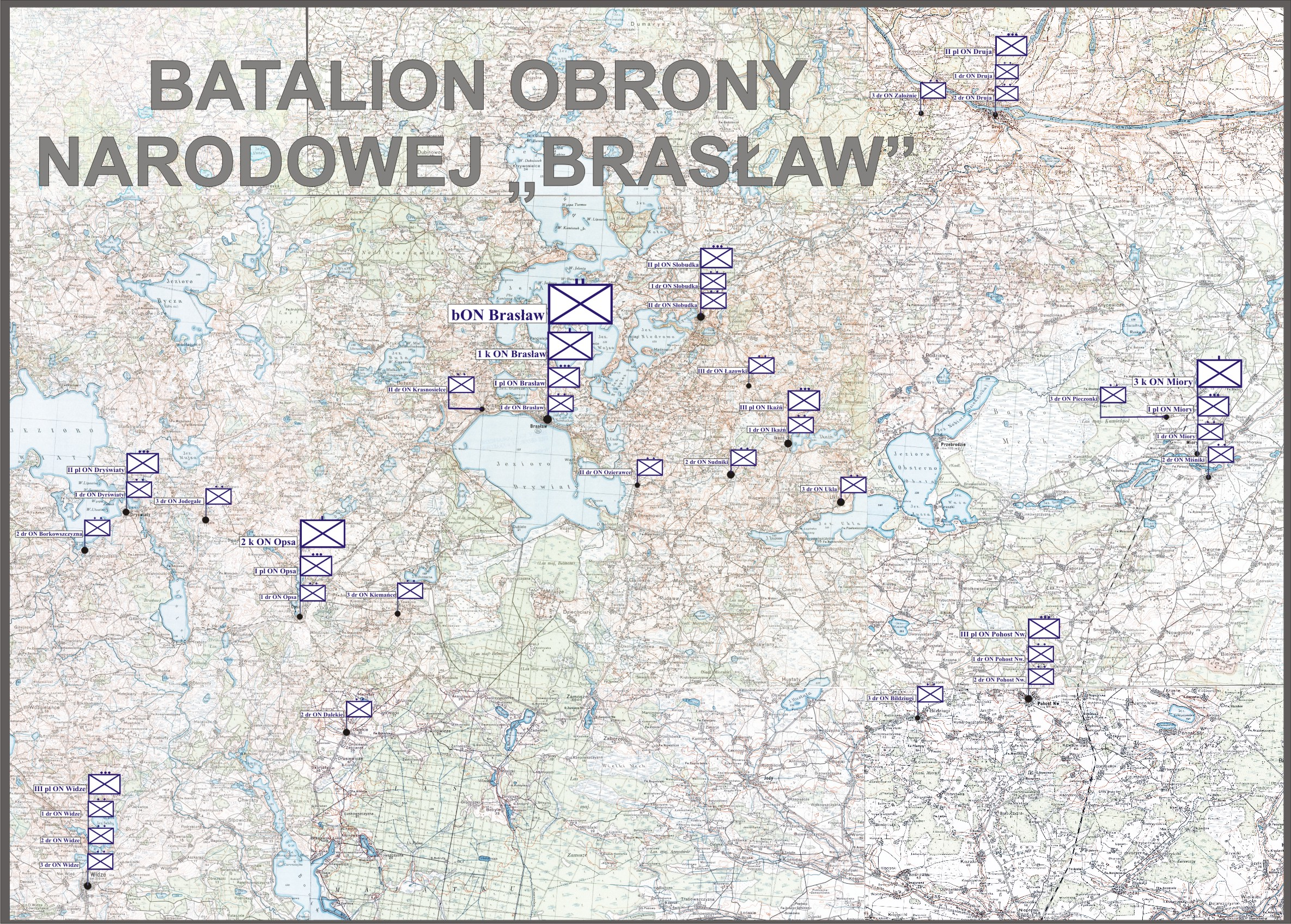
batalion ON Brasław

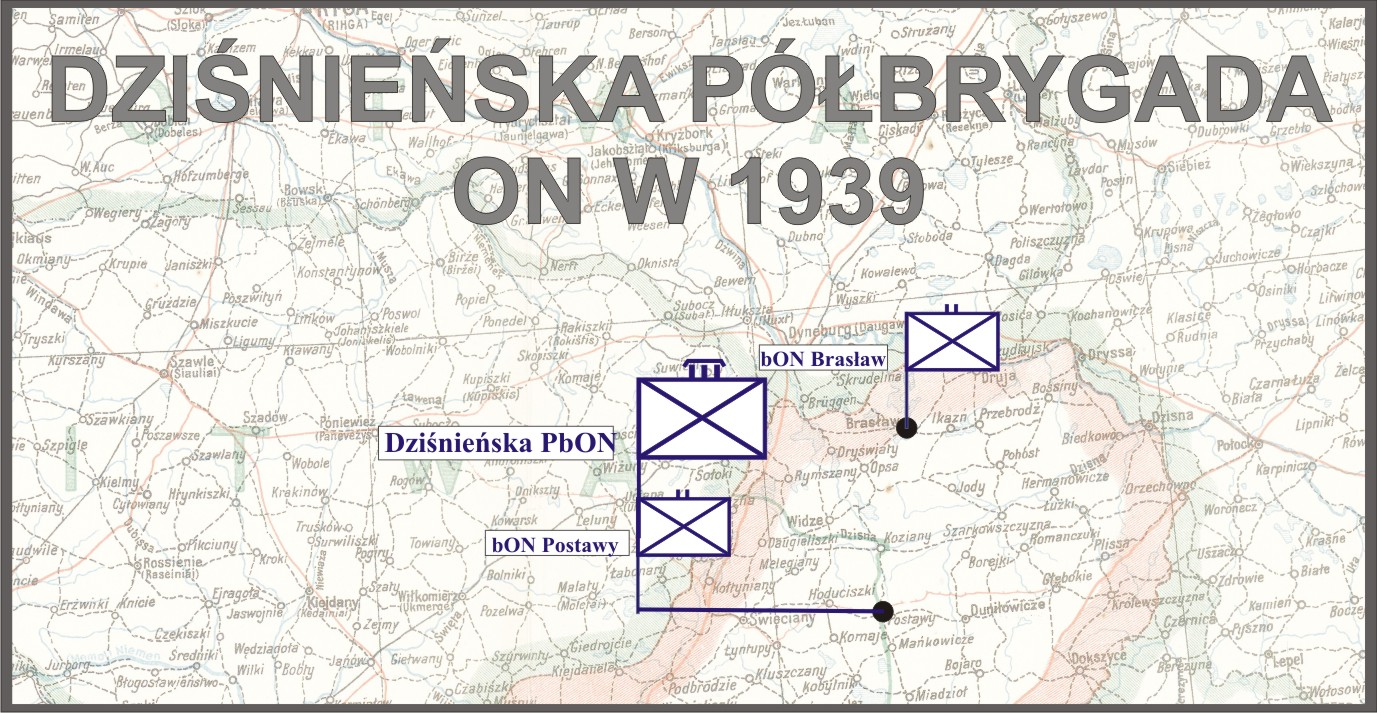
Dziśnieńska Półbrygada ON

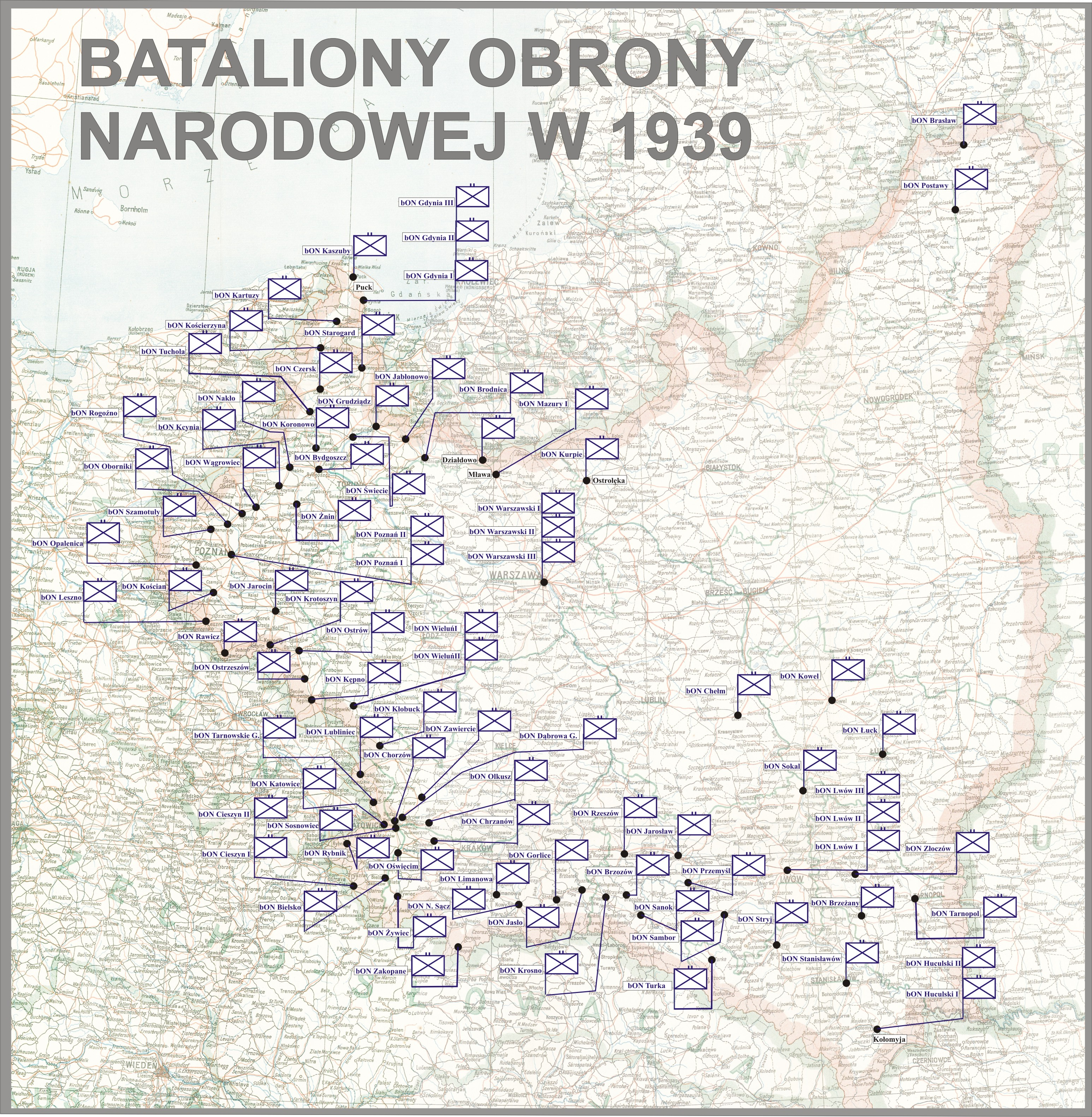
Obrona Narodowa w 1939

Brasławski Batalion Obrony Narodowej (batalion ON „Brasław”) – pododdział piechoty Wojska Polskiego II RP.

## Formowanie i zmiany organizacyjne
Batalion został sformowany w 1938 roku, w Brasławiu, Opsa i Miorach, w składzie Dziśnieńskiej Półbrygady ON. Dowództwo batalionu stacjonowało w Brasławiu. Wiosną 1939 roku pododdział został przeformowany na etat batalionu ON typ I.
Jednostką administracyjną i mobilizującą dla brasławskiego batalionu ON był batalion KOP „Słobódka”.
W kampanii wrześniowej batalion osłaniał granicę z Łotwą. 17 września 1939 roku otrzymał rozkaz wycofania do Wilna. Razem z batalionem wycofywało się dowództwo półbrygady. Nie mogąc dotrzeć do Wilna pododdział dotarł do m. Dukszty, a następnie przeszedł na Łotwę.

## Struktura organizacyjna i rozmieszczenie
Struktura i rozmieszczenie w 1938:

- 1 kompania ON w Brasławiu
  - 1 pluton w Brasławiu
    - 1 drużyna w Brasławiu
    - 2 drużyna w Krasnosielcach
    - 3 drużyna w Ozierawcach

  - 2 pluton w Słobódce
    - 1 drużyna w Słobódce
    - 2 drużyna w Słobódce
    - 3 drużyna w Łazowikach

  - 3 pluton w Ikaźni
    - 1 drużyna w Ikaźni
    - 2 drużyna w Sudnikach
    - 3 drużyna w Ukle
- 2 kompania ON w Opsie
  - 1 pluton w Opsie
    - 1 drużyna w Opsie
    - 2 drużyna w Dalekich
    - 3 drużyna w Kiemiańcach

  - 2 pluton w Dryświatach
    - 1 drużyna w Dryświatach
    - 2 drużyna w Borkowszczyżnie
    - 3 drużyna w Jedegelach

  - 3 pluton w Widzach
    - 1 drużyna w Widzach
    - 2 drużyna w Widzach
    - 3 drużyna w Widzach
- 3 kompania ON w Miorach
  - 1 pluton w Miorach
    - 1 drużyna w Miorach
    - 2 drużyna w Miśnikach
    - 3 drużyna w Pieczonkach

  - 2 pluton w Drui
    - 1 drużyna w Drui
    - 2 drużyna w Drui
    - 3 drużyna w Założniach

  - 3 pluton w Nowym Pohoście
    - 1 drużyna w Nowym Pohoście
    - 2 drużyna w Nowym Pohoście
    - 3 drużyna w Bieldziugach

## Obsada personalna w marcu 1939
Obsada personalna baonu w marcu 1939:
- dowódca baonu i komendant powiatowy PW Brasław – kpt. adm. (piech.) Eugeniusz Tokarski[b][8],
- dowódca 1 kompanii „Brasław” – kpt. piech. Jan V Król[c],
- dowódca 2 kompanii „Opsa” – kpt. piech. Stanisław Kraszewski,
- dowódca 3 kompanii „Miory” – kpt. piech. Michał Daszczyszak[d][20].